# Яглинский, Михаил Васильевич
Михаи́л Васи́льевич Ягли́нский (22 сентября 1922 года — 28 декабря 1978 года) — советский офицер, Герой Советского Союза (1945), участник Великой Отечественной войны в должности командира взвода 110-й отдельной разведроты 158-й стрелковой дивизии 4-й ударной армии 1-го Прибалтийского фронта.

## Биография
Родился 27 сентября 1922 года в селе Клинцы, Кокчетавский уезд, ныне Бурабайский район Акмолинской области Казахстана в семье крестьянина, украинец.
После окончания 7 классов работал на железной дороге.
В январе 1942 года был призван в армию Макинским РВК Акмолинской области Казахской ССР и с августа 1942 года воевал на Сталинградском, Западном, 1-м Прибалтийском фронтах в составе 110-й отдельной разведроты.
Командир разведывательного взвода М. В. Яглинский неоднократно участвовал в разведывательных поисках в тылу врага и в декабре 1944 года захватил и доставил в часть 26 пленных, был 6 раз легко ранен.
В октябре 1944 года окончил курсы младших лейтенантов, а в 1945 году — курсы усовершенствования офицерского состава и с этого же времени был выведен в запас.
Проживал в городе Макинске Целиноградской (ныне Акмолинской) области Казахстана и работал поочерёдно председателем городского совета и начальником автобазы.
Скончался 28 декабря 1978 года.

## Награды
- Медаль «Золотая Звезда» Героя Советского Союза № 5538;
- орден Ленина (23.3.1945);
- орден Красного Знамени (05.11.1944);
- орден Отечественной войны II степени (17.3.1944);
- два ордена Красной Звезды (29.9.1943, 28.01.1944);
- орден Славы III степени (06.3.1944);
- медали, в том числе две медали «За отвагу» (14.12.1942, 03.3.1943) и «За оборону Сталинграда».

## Память
- Именем М. В. Яглинского названа улица в городе Макинске.
- Именем Героя в городе Акмолинске была названа детская железная дорога (демонтирована в 2002 году).